# Fischach
Fischach – gmina targowa w Niemczech, w kraju związkowym Bawaria, w rejencji Szwabia, w regionie Augsburg, w powiecie Augsburg. Leży w Parku Natury Augsburg – Westliche Wälder, około 20 km na południowy zachód od Augsburga, nad rzekami Schmutter i Neufnach, przy linii kolejowej Bad Wörishofen-Augsburg.

## Dzielnice
| - Aretsried - Elmischwang - Itzlishofen - Fischach - Heimberg - Reitenbuch | - Siegertshofen - Todtenschläule - Tronetshofen - Willmatshofen - Wollmetshofen |

## Polityka
Wójtem gminy jest Peter Ziegelmeier z SPD/U, poprzednio urząd ten obejmował Josef Fischer, rada gminy składa się z 16 osób.
|      | CSU | SPD/Niezależni | FWG | Razem |
| 2008 | 6   | 6              | 4   | 16    |
| 2002 | 6   | 7              | 3   | 16    |